# Heliconia litana
Heliconia litana är en enhjärtbladig växtart som beskrevs av Walter John Emil Kress. Heliconia litana ingår i släktet Heliconia och familjen Heliconiaceae. Inga underarter finns listade.